# Sørenn Rasmussen
Sørenn Rasmussen, danski rokometaš, * 12. avgust 1976.
Z dansko rokometno reprezentanco se je udeležil svetovnega prvenstva v rokometu leta 2011.